# Reinier de Graaf
Reinier de Graaf (Reinier de Graeff, parfois latinisé en Reijnerus de Graeff) est un médecin et anatomiste néerlandais, né le 30 juillet 1641 à Schoonhoven, près d'Utrecht, mort le 17 août 1673 à Delft.

## Biographie
Reinier de Graeff est issu de la maison de Graeff, famille aristocratique d'Amsterdam. Il est fils de Cornelis Maertensz de Graeff et de Catharina Reyniers van Brienen. Après avoir étudié la médecine à Utrecht et Leyde, où il eut pour professeur Sylvius et où il soutint sa thèse sur le pancréas, de Graaf vint en France pour obtenir un diplôme médical à l'université d'Angers. Il se fixa ensuite à Delft, où il exerça jusqu'à sa mort.

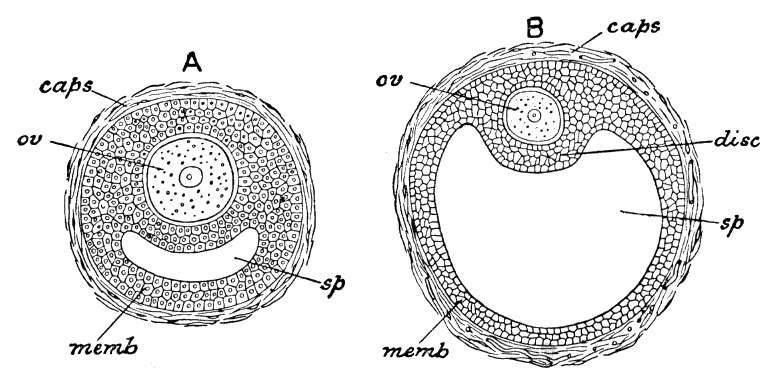
Follicule de De Graaf

C'est en travaillant sur les lapins que De Graaf crut voir des « œufs » de mammifères. Il venait en fait de mettre en évidence, avec le Danois Stenon (1638 - 1686), les follicules ovariens, en 1673, l'année de son décès.
À la fin de l'année 1672, il recommandait à la Royal Society la candidature d'Antoni van Leeuwenhoek et son excellent microscope. Il mit vraisemblablement fin à ses jours après un reproche de plagiat de son ami de toujours, Jan Swammerdam, à propos d'une technique d'injection permettant de tracer les vaisseaux sanguins. On l'inhuma le 21 août 1673 à Delft.
On lui doit aussi d'importants travaux sur le pancréas et d'intéressantes recherches sur le suc pancréatique (Leyde, 1664), ainsi que sur les organes génitaux (1668) et sur la génération (1672). Il prouva que les vivipares naissent d'un œuf, aussi bien que les ovipares. Il eut de vives disputes avec Swammerdam.
Ses œuvres, écrites en latin, ont été réunies à Leyde en 1677, in-8.
Il est inhumé dans la Vieille Église de Delft.

## Source

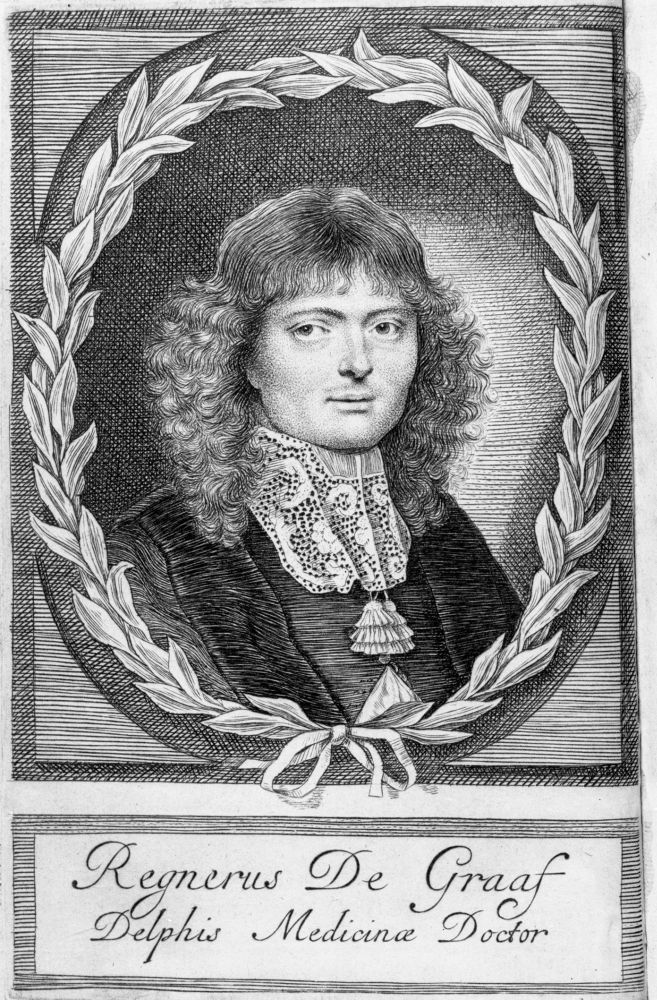
Reinier de Graaf

Cet article comprend des extraits du Dictionnaire Bouillet. Il est possible de supprimer cette indication, si le texte reflète le savoir actuel sur ce thème, si les sources sont citées, s'il satisfait aux exigences linguistiques actuelles et s'il ne contient pas de propos qui vont à l'encontre des règles de neutralité de Wikipédia.